# Perisama marginepunctata
Perisama marginepunctata är en fjärilsart som beskrevs av Pierre E.L. Viette 1958. Perisama marginepunctata ingår i släktet Perisama och familjen praktfjärilar. Inga underarter finns listade i Catalogue of Life.